# Hydrolagus lusitanicus
Hydrolagus lusitanicus is een kraakbenige vissensoort uit de familie van de kortneusdraakvissen (Chimaeridae). De wetenschappelijke naam van de soort is voor het eerst geldig gepubliceerd in 2005 door Moura, Figueiredo, Bordalo-Machado, Almeida & Gordo.